# 松雀

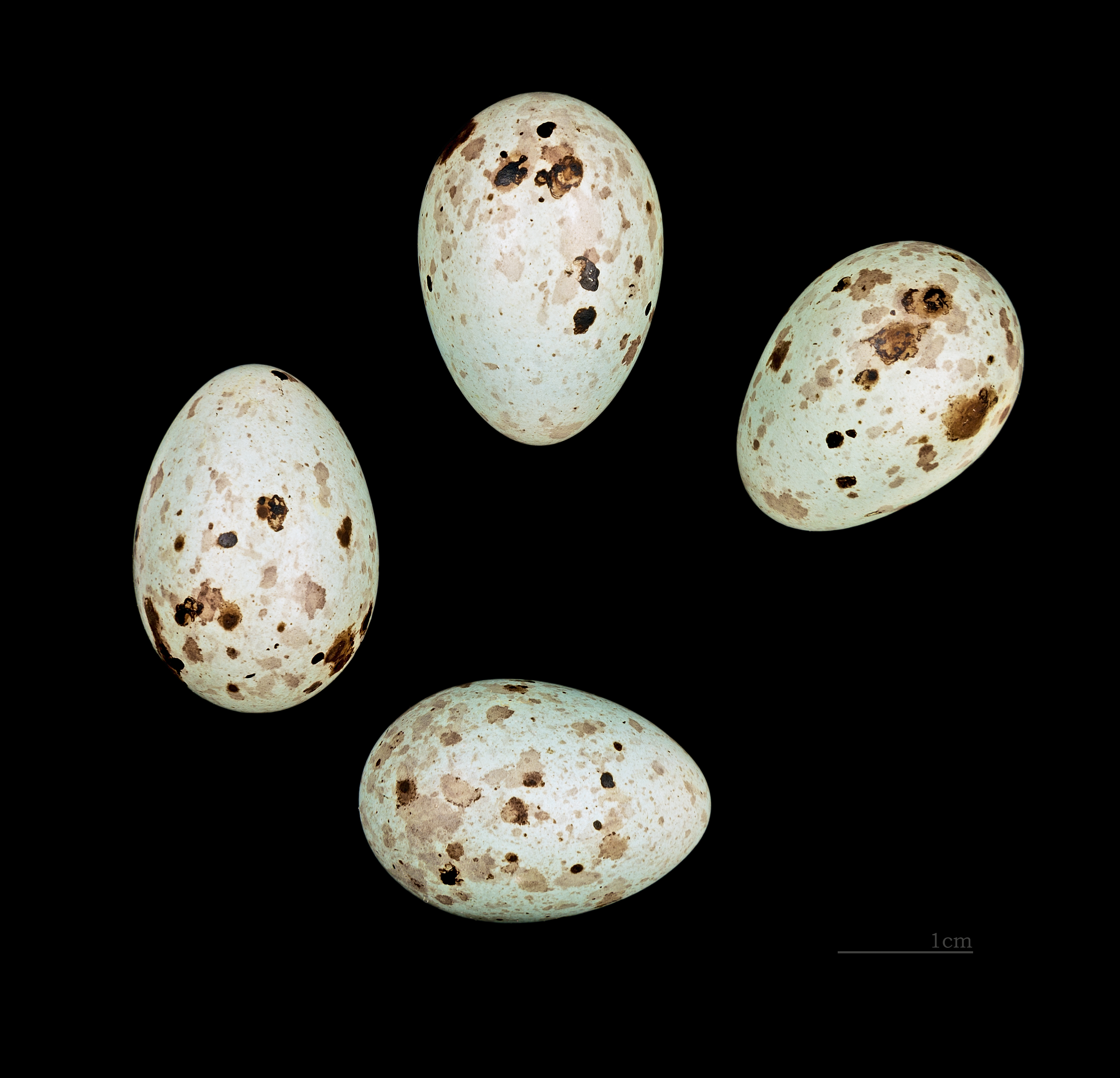
Pinicola enucleator

松雀（学名：Pinicola enucleator）为雀科松雀属的鸟类。分布于北欧、阿拉斯加、西伯利亚、萨哈林岛、乌苏里斯克、蒙古、北美以及中国的东北等地，多生活于北方寒冷地区、栖息于山地森林以及尤喜在针叶林和针阔混交林中。该物种的模式产地在瑞典。

## 亚种
- 松雀堪察加亚种（学名：Pinicola enucleator kamtschathensis）。分布于勘察加半岛、西伯利亚、萨哈林岛、阿拉斯加、日本以及中国的黑龙江、吉林、辽宁、四川等地。该物种的模式产地在西伯利亚:勘察加半岛。[3]
- 松雀北方亚种（学名：Pinicola enucleator pacata）。分布于西伯利亚、贝加尔湖、赤塔、蒙古以及中国的大兴安岭等地。该物种的模式产地在阿尔泰山Topucha。[4]